# 麥金托什角
麥金托什角是南極洲的海岬，位於帕爾默地東岸，處於坎普半島北端，由美國探險隊發現和拍攝空中照片，現時由南極條約體系管理。
72°50′S 59°54′W / 72.833°S 59.900°W